# Mitchell Ridge
Mitchell Ridge (russisch Гора Крутая Gora Krutaja, deutsch ‚Steiler Berg‘) ist ein niedriger und verschneiter Gebirgskamm im ostantarktischen Mac-Robertson-Land. In den Prince Charles Mountains ragt er rund 2 km westlich des Humphreys Ridge in den Goodspeed-Nunatakkern auf.
Eine Mannschaft der Australian National Antarctic Research Expeditions (ANARE) entdeckte ihn 1957. Luftaufnahmen entstanden im Rahmen dieser Forschungsreihe 1958 und 1960. Das Antarctic Names Committee of Australia benannte ihn nach John Mitchell, Anlagenprüfer auf der Wilkes-Station im Jahr 1967 sowie auf der Mawson-Station in den Jahren 1969 und 1971, der 1972 einem ANARE-Team zur Vermessung der Prince Charles Mountains angehört hatte.